# Byadarahalli, Krishnarajanagara
Byadarahalli là một làng thuộc tehsil Krishnarajanagara, huyện Mysore, bang Karnataka, Ấn Độ.